# Rehobeth, Alabama
Rehobeth är en kommun (town) i Houston County i Alabama. Vid 2010 års folkräkning hade Rehobeth 1 297 invånare.